# رادوتسکولکد
رادوتسکولکد (به مجاری:  Rádóckölked) یک شهرداری در مجارستان است که در ناحیه کورمند واقع شده‌است. رادوتسکولکد ۱۸٫۹۵ کیلومتر مربع مساحت و ۲۶۳ نفر جمعیت دارد.